# Incendie du Cocoanut Grove
L’incendie du Cocoanut Grove est un incendie qui a lieu le 28 novembre 1942, au Cocoanut Grove, une boîte de nuit de la ville de Boston, dans l'État du Massachusetts, aux États-Unis. Il est l'un des incendies d'établissement les plus meurtriers qu’aient connu les États-Unis, faisant 492 victimes et des centaines de blessés. Seul l'incendie du Théâtre Iroquois de Chicago, en 1903, fut plus meurtrier, puisque 602 personnes y trouvèrent la mort.
Le « Grove » était l'une des boîtes de nuit les plus populaires de Boston, attirant de nombreuses célébrités. Il appartenait à Barnet « Barney » Welansky, étroitement lié à la mafia et au maire Maurice J. Tobin. Les réglementations anti-incendie n'avaient pas été respectées : certaines portes de sortie avaient été verrouillées pour empêcher toute entrée non autorisée, et le décor élaboré en forme de palmier contenait des matériaux inflammables. L'air conditionné utilisait également du gaz inflammable, car le fréon était rare.
Comme c'était le premier week-end de Thanksgiving depuis la participation des États-Unis à la Seconde Guerre mondiale, le club était rempli à plus de deux fois sa capacité légale. L'incendie s'est déclaré lorsqu'un jeune couple a enlevé une ampoule pour des raisons d'intimité. On a demandé à un serveur de la remplacer, en allumant une allumette pour mieux voir dans la zone faiblement éclairée. Bien qu'il ait apparemment éteint l'allumette, les draperies se sont enflammées et les flammes et la fumée se sont rapidement propagées dans toutes les parties du club. La responsabilité de Welansky a été établie pour violation des normes ; il a purgé près de quatre ans de prison avant d'être gracié et libéré en décembre 1946, neuf semaines avant sa mort.
Les hôpitaux locaux étaient particulièrement bien préparés à traiter les victimes, car ils avaient répété des exercices d'urgence en réponse à d'éventuelles attaques sur la côte Est. La crise a démontré la valeur des nouvelles banques de sang et a stimulé d'importantes avancées dans le traitement des victimes de brûlures.
À la suite de cette tragédie, de nombreuses nouvelles lois sur la sécurité incendie ont été promulguées pour les établissements publics, notamment l'interdiction des décorations inflammables et une disposition selon laquelle les sorties de secours doivent être maintenues ouvertes et les portes tournantes ne peuvent constituer la seule issue de secours.

## Club
Le Cocoanut Grove avait ouvert en 1927 en tant que speakeasy pendant la prohibition, en partenariat avec deux chefs d'orchestre, Mickey Alpert et Jacques Renard. (Bien que ni l'un ni l'autre ne détiennent de participation dans le club en 1942, Alpert dirigeait le groupe le soir de l'incendie). Il était situé au 17 Piedmont Street, dans le quartier de Bay Village de Boston, à quelques rues au sud du Boston Public Garden. Les financiers d'Alpert et Renard, liés à la mafia, en ont pris le contrôle et ont ouvert un bar clandestin sur les lieux, qui a acquis la réputation d'être un repaire de gangs. Il s'étendait de Piedmont Street à Shawmut Street.
Le chef de gang et contrebandier Charles « King » Solomon, également connu sous le nom de « Boston Charlie », a été propriétaire du club de 1931 au 24 janvier 1933, date à laquelle il a été abattu dans les toilettes pour hommes de la boîte de nuit Cotton Club de Roxbury,. La propriété est passée à l'avocat de Solomon, Barnet « Barney » Welansky, qui cherchait une image plus grand public pour le club tout en se vantant en privé de ses liens avec la Mafia et avec le maire de Boston Maurice J. Tobin. Welansky était connu pour être un patron dur qui dirigeait un établissement strict : il embauchait des adolescents pour travailler comme serveurs pour de bas salaires, et des voyous de rue qui faisaient office de serveurs et de videurs. Il a verrouillé les sorties, en a caché d'autres avec des rideaux, et a même briqué une sortie de secours pour empêcher les clients de partir sans payer. Par coïncidence, la nuit de l'incendie, Welansky se remettait encore d'une crise cardiaque dans une chambre privée du Massachusetts General Hospital. (MGH), où certaines des victimes seraient envoyées.
À l'origine un complexe de garages et d'entrepôts, les bâtiments en brique et en béton avaient été convertis en un complexe sinueux d'un étage et demi composé de salles à manger, de bars et de salons. Un nouveau salon dans un bâtiment adjacent avait ouvert seulement une semaine avant l'incendie. Le club offrait à ses clients de manger et de danser dans un « paradis tropical » semblable aux mers du Sud et un toit qui pouvait être enroulé en été pour danser sous les étoiles,. Le décor se composait de revêtements en similicuir, en rotin et en bambou sur les murs, de lourdes draperies, et de verrières et de revêtements en satin bleu foncé « chic » sur les plafonds. Les colonnes de soutien de la salle à manger principale ressemblaient à des palmiers et les luminaires à des noix de coco. Ce thème a été repris dans le Melody Lounge au sous-sol, avec le peu de lumière fournie par des luminaires en forme de palmier.

## Contexte
Le « Grove » était devenu l'un des lieux de divertissement nocturne les plus populaires de Boston, avec un restaurant et une salle de danse dans la partie principale, des spectacles en salle et des pianistes dans le Melody Lounge. Le restaurant était visité à l'occasion par des stars du cinéma et de la musique, dont l'entrée était annoncée par le maître d'hôtel. De l'autre côté de la salle à manger principale se trouvait le « Caricature Bar », qui présentait des portraits des invités les plus célèbres de l'établissement. Le club avait récemment été agrandi vers l'est avec le nouveau Broadway Lounge, qui s'ouvrait sur Broadway, entre Piedmont Street (côté sud) et Shawmut Street (côté nord)[réf. nécessaire].
Les revêtements muraux et les matériaux décoratifs avaient été approuvés sur la base de tests d'allumage ordinaire, qui montraient une résistance à la combustion de sources telles que les allumettes et les cigarettes. Les tissus décoratifs étaient censés être traités au sulfate d'ammonium comme produit ignifuge lors de leur installation, mais il n'existait aucun document attestant que le traitement ignifuge était maintenu aux intervalles requis. Depuis l'entrée en guerre des États-Unis, les systèmes de climatisation avaient été révisés et le réfrigérant fréon avait été remplacé par un gaz inflammable appelé chlorure de méthyle, en raison de la pénurie de fréon en temps de guerre[réf. nécessaire].
Le 28 novembre 1942, l'équipe de football des Boston College Eagles affronte les Holy Cross Crusaders au Fenway Park. Dans un grand évènement de cette période, Holy Cross a battu Boston College par un score de 55 à 12. Les recruteurs des équipes de football universitaire avaient assisté au match afin de proposer au Boston College de participer au Sugar Bowl de 1943. À la suite de cette déroute, une fête de célébration du Boston College prévue au Grove ce soir-là a été annulée. Le maire Tobin, un fan enthousiaste du Boston College, a également annulé ses projets d'aller au Cocoanut Grove ce soir-là. L'acteur Arthur Blake, célèbre pour ses imitations de femmes, était l'une des têtes d'affiche du Cocoanut Grove ce soir-là.
Entre les personnes venues fêter Thanksgiving, les militaires venus avec leur amoureuse, les fans de football et d’autres personnes, on estime que, ce samedi soir-là, plus de 1 000 personnes étaient entassées dans un espace prévu pour un maximum de 460 personnes.[réf. nécessaire]

## Incendie
Les rapports officiels indiquent que l'incendie s'est déclaré vers 22 h 15 dans le Melody Lounge. Goody Goodelle, une jeune pianiste et chanteuse, se produisait sur une scène tournante entourée de palmiers artificiels. Le salon est éclairé par des ampoules de faible puissance placées dans des appliques murales en forme de noix de coco sous les frondes. Un jeune homme, peut-être un soldat, avait dévissé une ampoule afin de se donner de l'intimité à lui-même et à sa cavalière pendant qu'ils s'embrassaient. Stanley Tomaszewski, un plongeur de 16 ans, a reçu l'ordre de rallumer la lumière en serrant l'ampoule. Il a grimpé sur une chaise pour atteindre la lumière dans le coin sombre. Ne pouvant pas voir l'ampoule, il a allumé une allumette pour éclairer la zone, a serré l'ampoule et a éteint l'allumette. Les témoins ont vu pour la première fois des flammes dans les frondes, qui se trouvaient juste sous le plafond, immédiatement après. Bien que l'allumette allumée se soit trouvée près des mêmes frondes où l'on a vu le feu prendre naissance, le rapport officiel a déterminé que les actions de Tomaszewski ne pouvaient pas être considérées comme la source de l'incendie, qui « sera inscrit dans les registres de ce département comme étant d'origine inconnue ».
Malgré les efforts des serveurs pour éteindre le feu avec de l'eau, celui-ci s'est propagé le long des frondes du palmier. Dans une dernière tentative désespérée de séparer les frondes en feu du faux plafond recouvert de tissu, la décoration a été arrachée du coin, emportant avec elle un panneau triangulaire en contreplaqué au niveau du plafond et ouvrant l'espace clos au-dessus du faux plafond. Coïncidence ou non, c'est à ce moment-là que le feu s'est propagé au faux plafond qui a brûlé rapidement, projetant sur les clients des étincelles et des lambeaux de tissu en feu. Les flammes ont grimpé les escaliers jusqu'au niveau principal, brûlant les cheveux des clients qui s'enfuyaient par les escaliers. Une boule de feu a éclaté dans l'entrée principale et s'est propagée dans les autres parties du club : dans le Caricature Bar adjacent, dans un couloir menant au Broadway Lounge, et dans le restaurant central et la piste de danse, alors que l'orchestre commençait son spectacle du soir. Les flammes se propageaient plus vite que les clients ne pouvaient se déplacer, suivies d'épais nuages de fumée. En cinq minutes, les flammes et la fumée se sont propagées à l'ensemble de la boîte de nuit. Certains clients ont été instantanément envahis par la fumée alors qu'ils étaient assis sur leur siège. D'autres rampaient dans l'obscurité enfumée en essayant de trouver les sorties, toutes sauf une étant soit non fonctionnelles, soit cachées dans des zones non publiques.
De nombreux clients ont tenté de sortir par l'entrée principale, de la même manière qu'ils étaient entrés. L'entrée principale du bâtiment était une seule porte tournante, qui a été rendue inutile lorsque la foule s'est ruée dans la panique. Les corps se sont empilés derrière les deux côtés de la porte tournante, la bloquant jusqu'à ce qu'elle se brise. Le feu, avide d'oxygène, s'est alors engouffré dans la brèche, incinérant tous ceux qui étaient encore en vie dans la pile. Les pompiers ont dû étouffer les flammes pour s'approcher de la porte. Plus tard, après que les lois sur les incendies aient été renforcées, il devint illégal de n'avoir qu'une seule porte tournante comme entrée principale sans être flanqué de portes s'ouvrant vers l'extérieur avec des barres anti-panique fixées, ou d'avoir les portes tournantes installées de manière qu'elles puissent se replier sur elles-mêmes en cas d'urgence.
Les autres voies d'évacuation étaient tout aussi inutiles ; les portes latérales avaient été verrouillées pour empêcher les gens de partir sans payer. Une fenêtre en verre plat, qui aurait pu être brisée pour s'échapper, était barricadée et inutilisable comme sortie de secours. D'autres portes non verrouillées, comme celles du Broadway Lounge, s'ouvraient vers l'intérieur, ce qui les rendait inutilisables face à la cohue de personnes tentant de s'échapper. Les pompiers témoigneront plus tard que si les portes avaient pivoté vers l'extérieur, au moins 300 vies auraient pu être épargnées.
Depuis les bars voisins, des soldats et des marins se précipitent pour prêter main-forte. Dans la rue, les pompiers ont sorti des corps et ont été soignés pour des mains brûlées. Alors que la nuit s'approfondissait, la température a chuté. L'eau sur les pavés a gelé. Les tuyaux d'arrosage ont gelé au sol. Des camions de journaux ont été transformés en ambulances. Des corps fumants, vivants et morts, ont été arrosés avec de l'eau glacée. Certaines victimes avaient respiré des fumées si chaudes que lorsqu'elles inhalaient de l'air froid, comme l'a dit un pompier, elles tombaient comme des pierres.
Plus tard, pendant le nettoyage du bâtiment, les pompiers ont trouvé plusieurs invités morts, assis sur leur siège, des boissons à la main. Ils avaient été envahis si rapidement par le feu et la fumée toxique qu'ils n'avaient pas eu le temps de bouger.

## Victimes et survivants
Les journaux de Boston ont été remplis par des listes de victimes, des récits de morts et de fuites in extremis. Le célèbre acteur de western Buck Jones était au club ce soir-là, et sa femme a expliqué plus tard qu'il s'était d'abord échappé avant de retourner dans le bâtiment en feu pour trouver son agent, le producteur Scott R. Dunlap de Monogram Pictures. Cependant, après l'incendie, Jones a été découvert affalé sous sa table, gravement brûlé, si bien que certains ont mis en doute le récit de sa fuite. Bien que transporté d'urgence à l'hôpital, Jones est mort de ses blessures deux jours plus tard. Dunlap, qui organisait une fête dans la boîte de nuit en l'honneur de Jones, a été gravement blessé mais a survécu.
Les employés de l'établissement ont mieux réussi à s'échapper que les clients, car ils étaient des habitués des zones de service, où les effets de l'incendie étaient moins graves que dans les zones publiques, et qui donnaient accès à des fenêtres et des portes de sortie supplémentaires. Une double porte située en face de l'entrée publique de la salle à manger principale a été déverrouillée par le personnel de service et a rapidement été la seule issue fonctionnelle des zones publiques. Bien que plusieurs membres du groupe, dont le directeur musical Bernie Fazioli, aient perdu la vie, la plupart d'entre eux se sont échappés par les coulisses et par une porte de service qu'ils ont ouverte à coups de bélier. Alpert s'est échappé par une fenêtre du sous-sol et a été crédité d'avoir conduit plusieurs personnes en sécurité. Le bassiste Jack Lesberg a ensuite poursuivi sa carrière en jouant de la musique avec Louis Armstrong, Sarah Vaughan, Leonard Bernstein, et bien d'autres jusqu'à peu de temps avant sa mort en 2005. Un passage d'une section non publiée de l'autobiographie de son collègue bassiste Charles Mingus, 'Beneath the Underdog', déclare que Lesberg a « fait une porte » pendant son évasion. Cette déclaration a été interprétée littéralement, avec la mention supplémentaire que Lesberg a utilisé sa basse pour créer une nouvelle ouverture dans un mur, et dans le contexte de l'utilisation vernaculaire du terme « made », qui peut signifier atteint ou réalisé. Aucune déclaration de témoin ne fait référence à l'utilisation de la basse de Lesberg comme bélier ou à sa présence quelque part le long de l'itinéraire de fuite. La légende perdure dans une performance hip-hop inspirée des écrits inédits de Mingus.
Trois barmans, la caissière Jeanette Lanzoni, l'animatrice Goody Goodelle, d'autres employés et quelques clients du Melody Lounge se sont enfuis dans la cuisine. Le barman Daniel Weiss a survécu en trempant une serviette en tissu dans un pichet d'eau et en respirant à travers celle-ci alors qu'il s'échappait du Melody Lounge. Ceux qui se trouvaient dans la cuisine ont pu s'échapper par une fenêtre située au-dessus d'un bar de service et par un escalier menant à une autre fenêtre et à une porte de service qui a fini par être enfoncée. Cinq personnes ont survécu en se réfugiant dans un réfrigérateur de type walk-in et quelques autres dans une glacière. Les sauveteurs ont atteint la cuisine après une dizaine de minutes.
Le Garde côte Clifford Johnson est retourné à l'intérieur du bâtiment pas moins de quatre fois à la recherche de sa compagne qui, à son insu, avait réussi à s'échapper. Johnson a subi des brûlures au troisième degré sur 55 % de son corps mais a survécu à la catastrophe, devenant ainsi la personne la plus gravement brûlée à avoir survécu à ses blessures à l'époque. Après 21 mois d'hospitalisation et plusieurs centaines d'opérations, il épouse son infirmière et retourne dans son État natal, le Missouri. Quatorze ans plus tard, il meurt brûlé vif dans un accident de voiture.

## Investigations
Un rapport officiel a révélé que le Cocoanut Grove avait été inspecté par un capitaine du Boston Fire Department dix jours seulement avant l'incendie et déclaré sûr,. En outre, il a été constaté que le Grove n'avait obtenu aucune licence d'exploitation depuis plusieurs années ; il n'y avait pas de permis de manipulation d'aliments ni de licence de vente d'alcool. Stanley Tomaszewski, le plongeur accusé d'avoir déclenché l'incendie, était mineur et n'aurait pas dû travailler dans cet établissement. De plus, les récents travaux de rénovation du Broadway Lounge avaient été effectués sans permis de construire, en faisant appel à des entrepreneurs non agréés.
Tomaszewski a témoigné lors de l'enquête et a été disculpé, car il n'était pas responsable des décorations inflammables ou des violations du code de sécurité de la vie. Il a néanmoins été ostracisé une grande partie de sa vie à cause de l'incendie. Tomaszewski est mort en 1994.
Le service des incendies de Boston a enquêté sur les causes possibles de l'inflammation, la propagation rapide de l'incendie et la perte catastrophique de vies humaines. Son rapport n'a abouti à aucune conclusion quant à la cause initiale de l'incendie, mais a attribué la propagation rapide et gazeuse du feu à une accumulation de gaz monoxyde de carbone due à une combustion privée d'oxygène dans l'espace clos au-dessus du faux plafond du Melody Lounge. Le gaz s'est échappé des espaces clos lorsque sa température a augmenté et s'est enflammé rapidement lorsqu'il s'est mélangé à l'oxygène au-dessus de l'entrée, dans l'escalier vers le rez-de-chaussée et le long des plafonds. Le feu s'est accéléré lorsque l'escalier a créé un courant d'air thermique, et le feu de gaz à haute température a enflammé la pyroxyline (similicuir) des murs et des plafonds du foyer, qui dégageait à son tour un gaz inflammable. Le rapport a également documenté les violations du code de sécurité incendie, les matériaux inflammables et la conception des portes qui ont contribué aux nombreuses pertes de vies humaines.
Au cours des années 1990, l'ancien pompier de Boston et chercheur Charles Kenney a découvert qu'un gaz réfrigérant hautement inflammable, le chlorure de méthyle, avait été utilisé comme substitut du fréon, dont l'approvisionnement était limité en temps de guerre. Kenney a signalé que les plans d'étage, mais pas le rapport d'enquête sur l'incendie, montraient des unités de condensateurs de climatisation près du niveau de la rue, de l'autre côté d'un mur non structurel du Melody Lounge, et que ces unités avaient été entretenues depuis le début de la guerre. Kenney a également rapporté que des preuves photographiques indiquent une origine pour le feu dans le mur derrière le palmier et a suggéré l'allumage de l'accélérateur de chlorure de méthyle par une panne électrique causée par un câblage non conforme aux normes.La combustion de chlorure de méthyle est cohérente avec certains aspects de l'incendie (couleurs des flammes rapportées, odeur et symptômes d'inhalation) mais nécessite une explication supplémentaire pour un incendie au niveau du plafond car le gaz est 1,7 fois plus dense que l'air.
En 2012, le Boston Police Department a publié les transcriptions des entretiens avec les témoins après l'incendie, qui sont mises en ligne. Les témoins Tomaszewski, Morris Levy, Joyce Spector, David Frechtling et Jeanette Lanzoni (volume 1) ont fourni des récits de l'inflammation de la décoration en palmes et du plafond du Melody Lounge. Frechtling et Lanzoni ont décrit le début de l'incendie comme un « flash ». Tomaszewski a décrit la propagation du feu sur le plafond comme un feu d'essence. Le front des flammes sur le plafond était d'un bleu pâle, suivi de flammes plus vives. Le témoin Roland Sousa (Volume 2) a déclaré qu'il ne s'était pas inquiété de l'incendie au départ car, en tant que client régulier du Melody Lounge, il avait déjà vu les décorations en forme de palmier s'enflammer et elles étaient toujours rapidement éteintes.

## Conséquences juridiques
Barney Welansky, dont les relations avaient permis à la boîte de nuit de fonctionner en violation des normes peu contraignantes de l'époque, a été condamné pour dix-neuf chefs d'accusation d'homicide involontaire. (dix-neuf victimes ont été choisies au hasard pour représenter les morts). Il a été condamné à un peine de 12-15 ans de prison en 1943. Welansky a purgé près de quatre ans avant d'être discrètement graciéé par Tobin, qui avait été élu gouverneur du Massachusetts depuis l'incendie. En décembre 1946, ravagé par un cancer, Welansky est libéré de la prison de Norfolk, déclarant aux journalistes : « J'aurais aimé mourir avec les autres dans l'incendie ». Neuf semaines plus tard, il mourait.
Dans l'année qui a suivi l'incendie, le Massachusetts et d'autres États ont adopté des lois pour les établissements publics interdisant les décorations inflammables et les portes de sortie pivotant vers l'intérieur, et exigeant que les panneaux de sortie soient visibles à tout moment (ce qui signifie que les panneaux de sortie devaient disposer de sources d'électricité indépendantes et être facilement lisibles, même dans la fumée la plus épaisse). Les nouvelles lois exigeaient également que les portes tournantes utilisées pour l'évacuation soient soit flanquées d'au moins une porte normale, pivotant vers l'extérieur, soit réaménagées pour permettre aux battants individuels de se replier à plat afin de permettre une circulation fluide dans une situation de panique, et exigeaient en outre qu'aucune sortie de secours ne soit enchaînée ou verrouillée de manière à empêcher toute évacuation par les portes en cas de panique ou de situation d'urgence. Jack Thomas du Boston Globe a écrit dans son article en première page du 50e anniversaire que « le Licensing Board a décidé qu'aucun établissement de Boston ne pourrait s'appeler le Cocoanut Grove » Il n'y a jamais eu d'autre Cocoanut Grove à Boston,.
Des commissions ont été créées par plusieurs États qui prélevaient de lourdes amendes ou même fermaient les établissements en cas d'infraction à l'une de ces lois. Celles-ci sont ensuite devenues la base de plusieurs lois fédérales sur les incendies et des restrictions de code imposées aux boîtes de nuit, théâtres, banques, bâtiments publics et restaurants dans tout le pays. Cela a également conduit à la formation de plusieurs organisations nationales destinées à la sécurité incendie.

## Traitement médical
Le Massachusetts General Hospital (MGH) et le Boston Medical Center (BMC) ont reçu la majorité (83 %) des victimes de l'incendie; d'autres hôpitaux de la région de Boston ont reçu au total une trentaine de patients.Le MGH a pris en charge 114 victimes de brûlures et d’inhalation de fumées, et le BCH en a reçu plus de 300. On estimait qu'un blessé arrivait au BCH toutes les onze secondes, le plus grand afflux de patients dans un hôpital civil de l'histoire. Les deux hôpitaux étaient exceptionnellement bien préparés, car les établissements médicaux de toute la côte est avaient élaboré des plans d'urgence en prévision d'attaques contre les côtes américaines. Boston avait effectué un exercice à l'échelle de la ville seulement une semaine auparavant, simulant un bombardement de la Luftwaffe, avec plus de 300 victimes fictives. Au MGH, un magasin spécial de fournitures d'urgence avait été stocké. L'incendie a eu lieu au moment du changement d'équipe dans les deux hôpitaux, de sorte qu'un double effectif de personnel infirmier et de soutien était disponible, en plus des volontaires qui ont afflué vers les hôpitaux lorsque la nouvelle de la catastrophe s'est répandue.
Néanmoins, la plupart des patients sont morts en route vers les hôpitaux ou peu après leur arrivée. Comme il n'existait pas encore de système normalisé de triage dans la gestion civile des catastrophes aux États-Unis,, de précieuses minutes ont d'abord été perdues en tentatives de réanimation sur des victimes qui étaient déjà mortes ou mourantes, jusqu'à ce que des équipes soient envoyées pour sélectionner les vivants à traiter et diriger les morts vers des morgues temporaires. Le dimanche matin 29 novembre, seuls 132 patients sur les 300 transportés au BCH étaient encore en vie, alors qu'à l'HGM, 75 des 114 victimes étaient décédées, laissant 39 patients survivants en traitement,. Sur un total de 444 grands brûlés hospitalisés après l'incendie, seuls 130 ont survécu.
L'une des premières décisions administratives prises à l'HGM a été de libérer le service de chirurgie générale du sixième étage du White Building pour le consacrer entièrement aux victimes de l'incendie. Toutes les victimes y ont été logées ; un isolement médical strict a été maintenu, et une partie du service a été réservée au changement des pansements et au soin des plaies. Des équipes d'infirmières et d'aides-soignantes ont été organisées pour l'administration de la morphine, le soin des plaies et les traitements respiratoires.
Les suites de l'incendie ont vu la première utilisation importante de la nouvelle banque du sang de l'HGM, l'une des premières de la région, établie en avril 1942 et stockée avec 200 unités de plasma sanguin dans le cadre de ses préparatifs pour la guerre. Au total, 147 unités de plasma ont été utilisées pour traiter 29 patients au MGH. Au BCH, où l’Office of Civilian Defense avait stocké 500 unités de plasma pour une utilisation en temps de guerre, 98 patients ont reçu un total de 693 unités de plasma, qui comprenait du plasma donné par la marine américaine, l'hôpital Peter Bent Brigham et la Croix-Rouge américaine. Le volume de plasma utilisé pour traiter les victimes du Cocoanut Grove a dépassé celui utilisé lors de l'attaque de Pearl Harbor. Dans les jours qui ont suivi l'incendie, 1 200 personnes ont donné plus de 3 800 unités de sang à la banque du sang,.
La plupart des survivants sont sortis de l'hôpital à la fin de l'année 1942 ; cependant, quelques patients ont eu besoin de plusieurs mois de soins intensifs. En avril 1943, le dernier survivant de l'HGM a été libéré. Au BCH, le dernier blessé, une femme de Dorchester, est décédé en mai, après cinq mois de traitement pour de graves brûlures et des blessures internes. Les hôpitaux qui ont fourni des services ont choisi de ne faire payer aucun des patients pour leur traitement. La Croix-Rouge américaine a fourni une aide financière aux hôpitaux publics et privés. Cela a été particulièrement utile à l'hôpital de la ville de Boston, étant donné son énorme afflux de patients.

### Avancées dans le traitement des brûlés

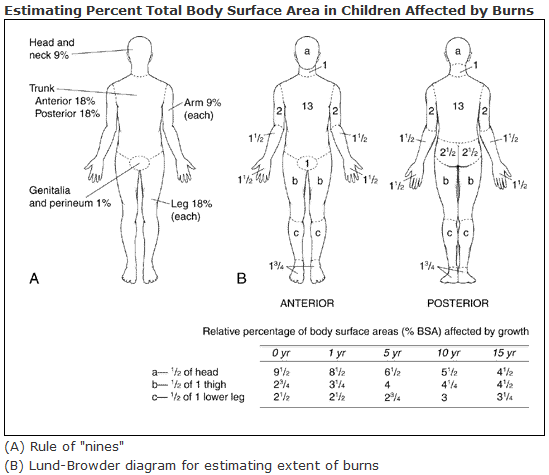
Le diagramme de Lund et Browder a été publié pour la première fois en 1944 et était basé sur l'expérience du traitement des victimes de l'incendie de Cocoanut Grove.

L'incendie a conduit à de nouvelles façons de soigner à la fois les brûlures et l'inhalation de fumée. L'équipe du BCH était dirigée par le Dr Charles Lund en tant que chirurgien principal et le Dr Newton Browder. En 1944, Lund et Browder, forts de leur expérience dans le traitement des victimes du Cocoanut Grove, publieront l'article le plus largement cité dans le domaine des soins aux brûlés modernes, « Estimation des surfaces de brûlures », dans lequel un diagramme permettant d'estimer la taille des brûlures sera présenté. Ce diagramme, appelé diagramme de Lund et Browder, reste utilisé dans le monde entier aujourd'hui,.

#### Thérapie des fluides
Les chirurgiens Francis Daniels Moore et Oliver Cope du MGH ont été les premiers à mettre au point des techniques de réanimation liquidienne pour les grands brûlés, notant que la majorité des patients souffraient d'une trachéobronchite hémorragique sévère due à « l'inhalation prolongée de l'air très chaud et des fumées qui contenaient vraisemblablement de nombreux produits toxiques, et, en outre, de nombreuses particules chaudes de carbone fin ou de substances similaires ». À l'époque, on pensait que les perfusions de solution saline seules « lavaient » les protéines plasmatiques et augmentaient le risque d'œdème pulmonaire. En conséquence, les patients de l'HGM ont reçu une solution composée à parts égales de plasma et de solution saline, en fonction de l'étendue de leurs brûlures cutanées, tandis qu'au BCH, les patients souffrant de lésions respiratoires ont reçu des fluides selon les besoins. Des évaluations minutieuses n'ont montré aucun signe d'œdème pulmonaire, et les études de Finland au BCH ont conclu que « les fluides semblaient produire une amélioration évidente dans la plupart des cas sans aucun effet négatif apparent sur le système respiratoire ». Cette expérience a stimulé d'autres études sur le choc des brûlures, aboutissant, en 1947, à la publication par Cope et Moore de la première formule complète de thérapie liquidienne basée sur un calcul de la surface totale des plaies de brûlures et du volume d'urine et de liquides qui avaient été essorés des draps des patients,.

#### Soins des brûlures
Le traitement standard des brûlures superficielles utilisé à l'époque était le « processus de bronzage » impliquant l'application d'une solution d’acide tannique, qui créait une croûte coriace sur la plaie qui protégeait contre l'invasion des bactéries et empêchait la perte de fluides corporels. C'était un processus qui prenait beaucoup de temps et qui soumettait le patient à une douleur atroce en raison de la procédure de frottement nécessaire avant l'application des colorants chimiques.
Au MGH, les brûlures étaient traitées avec une nouvelle technique mise au point par Cope lui-même et affinée par Bradford Cannon : une gaze souple recouverte de vaseline et d'une pommade à base d'acide borique,,. Les patients étaient gardés dans un service fermé et une asepsie méticuleuse était utilisée dans toutes les activités de soins aux patients. Un mois plus tard, au BCH, 40 des 132 survivants initiaux étaient décédés, principalement de complications liées à leurs brûlures ; au MGH, aucun des 39 survivants initiaux n'est mort de ses brûlures (7 sont morts d'autres causes). En conséquence, l'utilisation de l'acide tannique comme traitement des brûlures a été progressivement abandonnée comme norme,.

#### Antibiotiques
Au MGH, la sulfadiazine intraveineuse (un nouveau médicament dont l'utilisation n'a été autorisée aux États-Unis qu'en août 1941) a été administrée à tous les patients dans le cadre de leur traitement initial. Au BCH, 76 patients ont reçu des sulfonamides pendant 11 jours en moyenne.Treize survivants de l'incendie ont également été parmi les premiers humains à être traités avec le nouvel antibiotique, la pénicilline,. Début décembre, Merck and Company a expédié en urgence un stock de 32 litres du médicament, sous forme de liquide de culture dans lequel la moisissure Penicillium avait été cultivée, de Rahway à Boston. Ces patients ont reçu 5 000 UI (environ 2,99 mg) toutes les 4 heures, une dose relativement minuscule selon les normes d'aujourd'hui, mais à l'époque, la résistance aux antibiotiques était rare et la plupart des souches de Staphylococcus aureus étaient sensibles à la pénicilline. Le médicament était crucial pour prévenir les infections dans les greffes de peau. Selon le British Medical Journal :
Bien que les études bactériologiques aient montré que la plupart des brûlures étaient infectées, les brûlures du second degré ont guéri sans signe clinique d'infection et avec une cicatrice minimale. Les brûlures profondes sont restées exceptionnellement exemptes d'infection invasive.
À la suite du succès de la pénicilline dans la prévention des infections, le gouvernement américain a décidé de soutenir la production et la distribution de pénicilline aux forces armées.

#### Traumatisme psychologique
Erich Lindemann, un psychiatre du MGH, a étudié les familles et les proches des morts et a publié ce qui est devenu un article classique, « Symptomatologie et gestion du deuil aigu »,, lu à la réunion du centenaire de l'association américaine de psychiatrie en mai 1944, et publié en septembre de la même année.
Au moment même où Lindemann jetait les bases de l'étude du deuil et du deuil dysfonctionnel, Alexandra Adler a mené des observations psychiatriques et des questionnaires pendant onze mois auprès de plus de 500 survivants de l'incendie, publiant certaines des premières recherches sur le trouble de stress post-traumatique. Plus de la moitié des survivants présentaient des symptômes de nervosité générale et d'anxiété qui ont duré au moins trois mois. Les survivants qui ont perdu connaissance pendant une courte période au cours de l'incident ont présenté le plus de complications mentales post-traumatiques. Adler a noté que 54 % des survivants traités au BCH et 44 % de ceux traités au MGH présentaient des « névroses post-traumatiques », et qu'une majorité des amis et des membres de la famille des survivants montraient des signes de « bouleversement émotionnel qui atteignait les proportions d'un trouble psychiatrique majeur et nécessitait l'intervention d'une personne qualifiée ». Adler a également découvert un survivant avec une lésion cérébrale durable qui présentait des symptômes d'agnosie visuelle, très probablement causés par l'exposition aux fumées de monoxyde de carbone, à d'autres gaz nocifs et/ou à un manque d'oxygène suffisant.

## Ancien site
Après la démolition du complexe Cocoanut Grove en 1944, le plan des rues des environs a changé en raison de la rénovation urbaine, les rues voisines étant renommées ou construites par-dessus.
L'adresse de la boîte de nuit était 17 Piedmont Street, dans le quartier de Bay Village, près du centre-ville de Boston. Pendant des décennies après l'incendie, cette adresse a été utilisée comme parking. Une grande partie de l'empreinte de l'ancien club, y compris ce qui était l'entrée principale, se trouve maintenant sous l'hôtel Revere ; seule une partie du club s'étendait jusqu'à Shawmut Street. La section survivante de Shawmut Street, et une extension plus récente coupant à travers ce qui était l'empreinte originale du club, anciennement connue sous le nom de Shawmut Street Extension, ont été renommées Cocoanut Grove Lane en 2013. En 2015, plusieurs résidences en copropriété ont été construites sur le site, et désignées comme 25 Piedmont Street.

## Mémoriaux

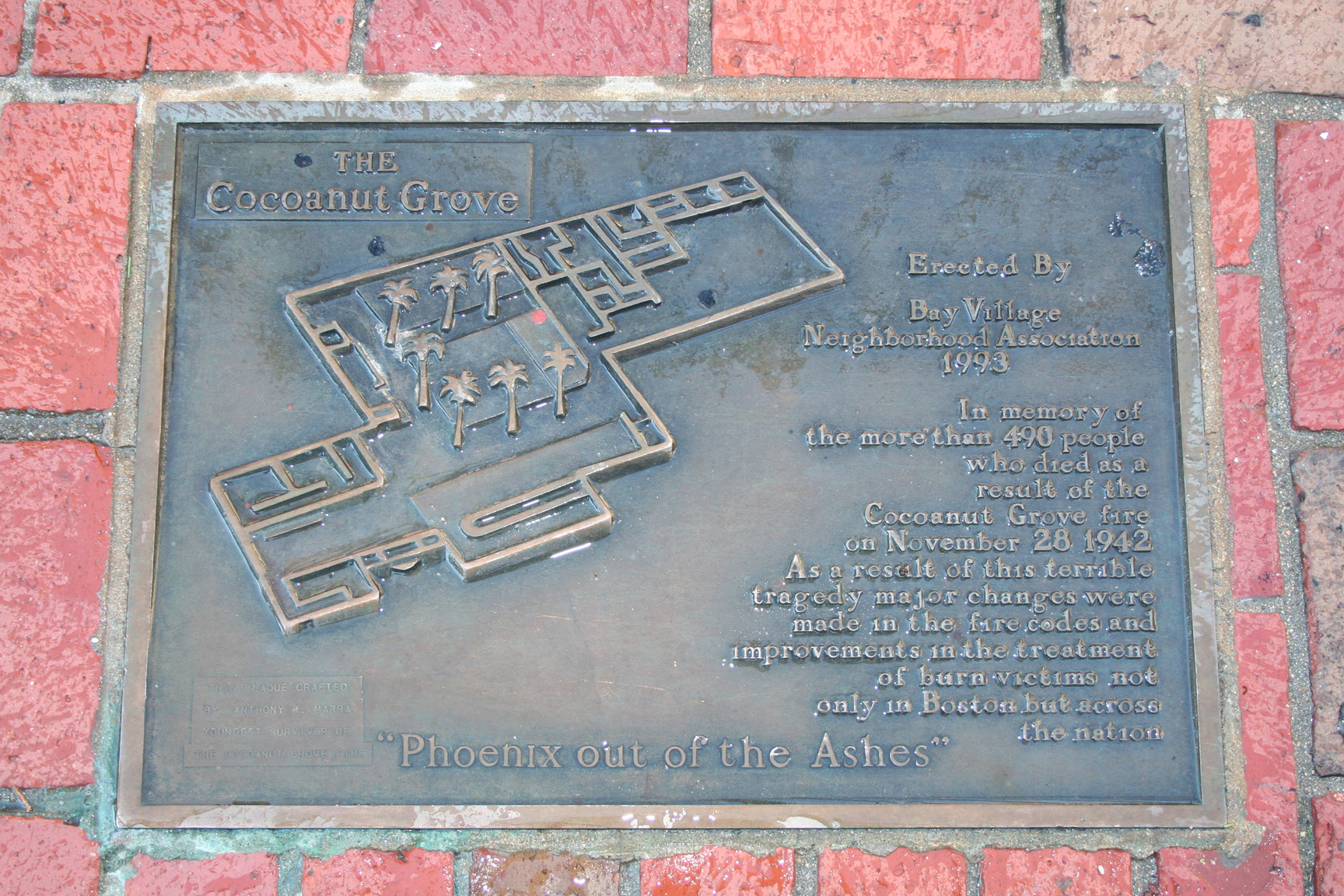
Plaque commémorative dans le trottoir près du site de l'incendie.

En 1993, l'association de quartier de Bay Village a installé une plaque commémorative dans le trottoir - fabriquée par Anthony P. Marra, le plus jeune survivant de l'incendie de Cocoanut Grove - à côté de l'endroit où se trouvait autrefois le club :

En mémoire des plus de 490 personnes qui ont péri dans l'incendie du Cocoanut Grove le 28 novembre 1942. À la suite de cette terrible tragédie, des changements majeurs ont été apportés aux codes d'incendie et des améliorations ont été apportées au traitement des victimes de brûlures, non seulement à Boston mais aussi dans tout le pays. « Le Phoenix sorti des cendres ».

En 2013, une courte rue traversant l'ancien site du Cocoanut Grove, et précédemment nommée Shawmut Extension, a été rebaptisée Cocoanut Grove Lane.
La plaque a été déplacée plusieurs fois, suscitant une certaine controverse,,. Un comité a été formé pour construire un mémorial plus substantiel.
L'incendie du Cocoanut Grove a été le deuxième incendie de bâtiment unique le plus meurtrier de l'histoire américaine. C'était seulement deux ans après l'incendie du Rhythm Club, le 23 avril 1940, qui avait tué 209 personnes. Seul l'incendie du Théâtre Iroquois à Chicago en 1903 a fait plus de victimes, 602.

## Lecture complémentaire
- Paul Benzaquin, Holocaust ! The Shocking Story of the Boston Cocoanut Grove Fire, Holt, 1959 (LCCN 59014396). (Des éditions ultérieures ont été intitulées Fire in Boston's Coconut Grove et ont été publiées par Pan (1962) et Branden Press (1967). L'édition Branden Press est  (ISBN 978-0828311601).)
- Esposito, John, Fire in the Grove : The Cocoanut Grove Tragedy And Its Aftermath. (2005)  (ISBN 978-0-306-81423-5).
- Keyes, Edward, Cocoanut Grove (1984)  (ISBN 978-0-689-11406-9).
- Saffle JR, « The 1942 fire at Boston's Cocoanut Grove nightclub », Am J Surg, 1993 Dec;166(6):581-91.
- Schorow, Stephanie, The Cocoanut Grove Fire (2005)  (ISBN 978-1-889-83388-0).
- White, E.J., Famous American Disasters (1992)  (ISBN 978-0-788-16447-7).